# 顓頊陵
顓頊陵中国顓頊陵墓，位于河南省内黄县南30公里的梁庄乡三阳庄村西北，面积5公倾。四周建围墙，称紫荆城。南北长66米，东西宽165米。墓前立一石碑，上书“顓頊帝陵”，陵墓以南200米为陵庙，前有山门，东西各有厢房三间，后为大殿。附近立有石碑165座。